# Emilia (Łódź)
Pour les articles homonymes, voir Emilia et Emilia (prénom).
Emilia est une localité polonaise de la gmina et du powiat de Zgierz en voïvodie de Łódź.